# Tekkadon
Il tekkadon (鉄火丼?) è un piatto tipico della cucina giapponese, una delle forme più famose di donburi.

## Preparazione
Inizialmente si preparano delle sottili fettine di tonno crudo o salmone (sashimi), a cui si aggiungono altri ingredienti che rendono il tutto piccante. Una volta pronto, viene versato il tutto sul riso caldo.